# Клуэйн (национальный парк)
Национальный парк и парковая резервация Клуэ́йн (англ. Kluane National Park and Reserve, фр. Parc national et réserve de parc national de Kluane) — национальный парк Канады, расположенный на юго-западе канадской территории Юкон, на границе с Британской Колумбией и Аляской.
Является частью совместного с США объекта всемирного наследия парки и резерваты Клуэйн, Рангел-Сент-Элайас, Глейшер-Бей и Татшеншини-Алсек.

## История
На территории парка более 10 000 лет жили индейские племена южных тутчон. Культура индейцев тесно переплетается с природными особенностями региона. Из поколения в поколение в устной традиции передаётся информация о сезонных колебаниях температуры, изменениях численности животных, способах адаптации. Южные тутчоне занимались торговлей с береговыми тлингитами, которая только усилилась с появлением европейцев. В 1903 году на территории парка была небольшая золотая лихорадка, связанная с обнаружением золота в ручьях Шип-Крик (англ. Sheep Creek) и Буллион-Крик (англ. Bullion Creek).
Идея создания парка возникла после строительства аляскинской трассы через этот регион в 1942 году. В 1943 году на территории был создан заповедник дикой природы, а местные общины выселены за его пределы. В 1972 году завершились работы по созданию национального парка и резервации, что предполагало включение индейских поселений. В 1995 году было подписано соглашение с общиной Шампейн и Эйшихик, в 2004 году было подписано соглашение с общиной Клуэйн. В настоящее время индейские общины участвуют в управлении парком.
Название парка пошло от названия озера Клуэйн, которое является самым крупным озером Юкона. В озере водится много рыбы, что отражено в названии. Клуэйн, которое должно произноситьсяя клуони, означает озеро, где много рыбы.

## Физико-географические характеристики

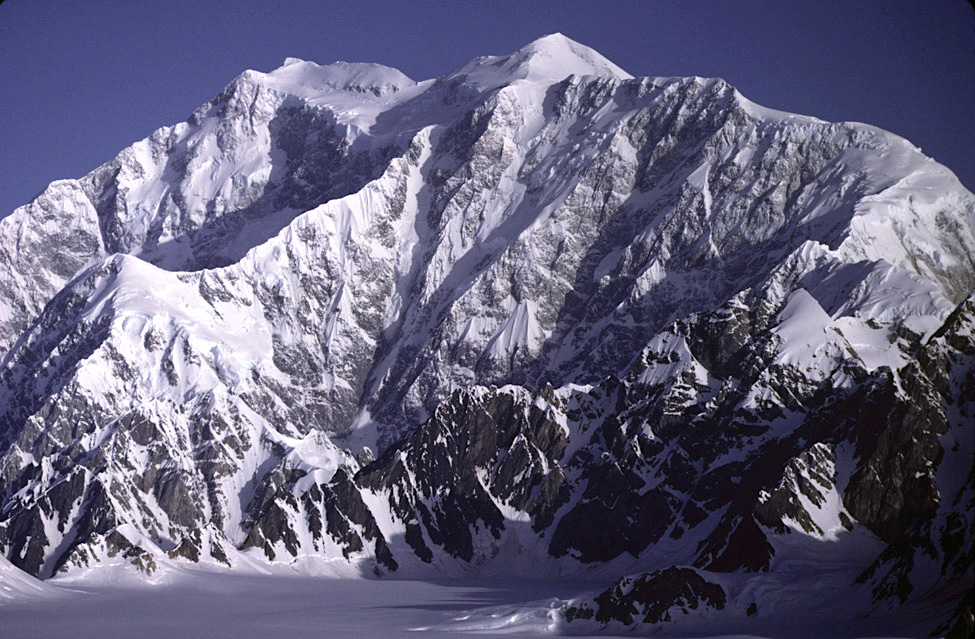
Гора Логан

В парке находятся самые высокие и массивные горы Канады, включая гору Логан — высшую точку страны. Около половины площади парка занимают ледники, являясь самым крупным скоплением льдов за пределами полярных зон.
Из-за значительных размеров, перепадов высот и близости океана климат на территории парка очень разнообразен. Континентальный климат на большей части парка обусловлен горами Святого Ильи. Южная часть парка, подверженная влиянию океана, обычно испытывает большие температуры и количество осадков.

## Флора и фауна
Парк охраняет природную зону северной части Береговых гор (англ. Northern Coastal Mountains Natural Region), экозоны арктических Кордильер и побережья Тихого океана.
Флора парка представлена видами, характерными для океанического побережья, западных гор, северных прерий и степей. Склоны гор и низкие долины покрыты лесами, включающими деревья белая ель, осина, индейский бальзамический тополь. Леса заканчиваются на уровне 1050—1200 метров, выше которых можно встретить только иву, ольху и карликовую берёзу. На уровне выше 1400 метров начинается представленная более чем 200 видами альпийская тундра. Цветущие летние луга представлены арктическим маком, камнеломкой, горным вереском и бесстебельной смолёвкой.
На территории парка водится большое количество млекопитающих, включая баранов, горных козлов, карибу, гризли, чёрных медведей, волков, росомах, ондатр, норок, сурков, рысей, койотов, бобров и т. д. Кроме того водится более 150 видов птиц.

## Панорама

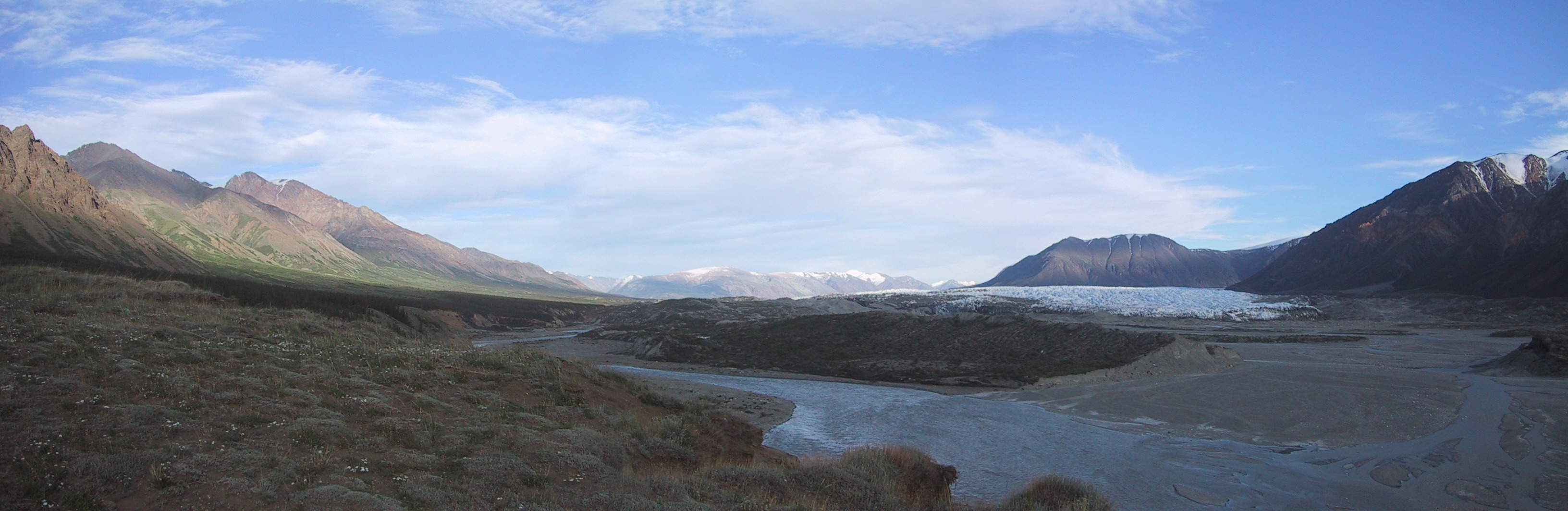
Долина реки Доньек в парке.